# Exochochromis anagenys
Exochochromis anagenys — вид риб родини цихлові. Єдиний представник роду Exochochromis.  Ці риби є ендеміками озера Малаві.